# Васил Тодоров
Васил Любомиров Тодоров е български футболист, играе на поста вратар и е продукт на Академия Литекс. Едва деветгодишен през 2000 г. постъпва в ДЮШ на Литекс и отначало се изявява като централен защитник. Година по-късно подобно на своя по-голям брат Ивайло Тодоров, също вратар по това време в школата на „оранжевите“ застава на вратата. Първият му треньор в Академия Литекс е Митко Маринов с когото през 2006 г. печели бранзов медал от Републиканското първенство за юноши родени 1991 г. През 2008 със старши треньор Ферарио Спасов е сребърен медалист от турнира Юлиян Манзаров. През 2009 г. с „оранжевите“ и старши треньор Евгени Колев достига до финал за Купата на БФС при юношите старша възраст, родени през 1991 г. В Правец Литекс губи драматично финала от Левски (София) със 7:8 след изпълнение на дузпи (1:1 в редовното време). В този мач Васил спасява две дузпи, но те са крайно недостатъчни за крайната победа.
Пак през същата година и отново в Правец на VI издание на Международния юношески турнир „Юлиян Манзаров“ Литекс с треньор Петко Петков и Мамбо попадат в т.нар. „желязна група“ в които са още отборите на Левски (София), ЦСКА (София) и Стяуа Букурещ. „Оранжевите“ завършват на първо място и се класират на финал. Там за трофея спорят с „гранда“ Барселона и след победа с 1:0 печелят турнира. Васил Тодоров е титулярен вратар на старшата въсраст, играе редовно и за дублиращия отбор на Литекс с когото става шампион на Дублираща футболна група през сезон 2009/10.
От началото на сезон 2010 – 11 е състезател на Равда. В средата на сезона клуба изпитва сериозни финансови проблеми и преустановява участието си Източната Б група, а Тодоров преминава в Спартак (Плевен).

## Успехи
- Международен юношески турнир „Юлиян Манзаров“ – 2009